# 月の石

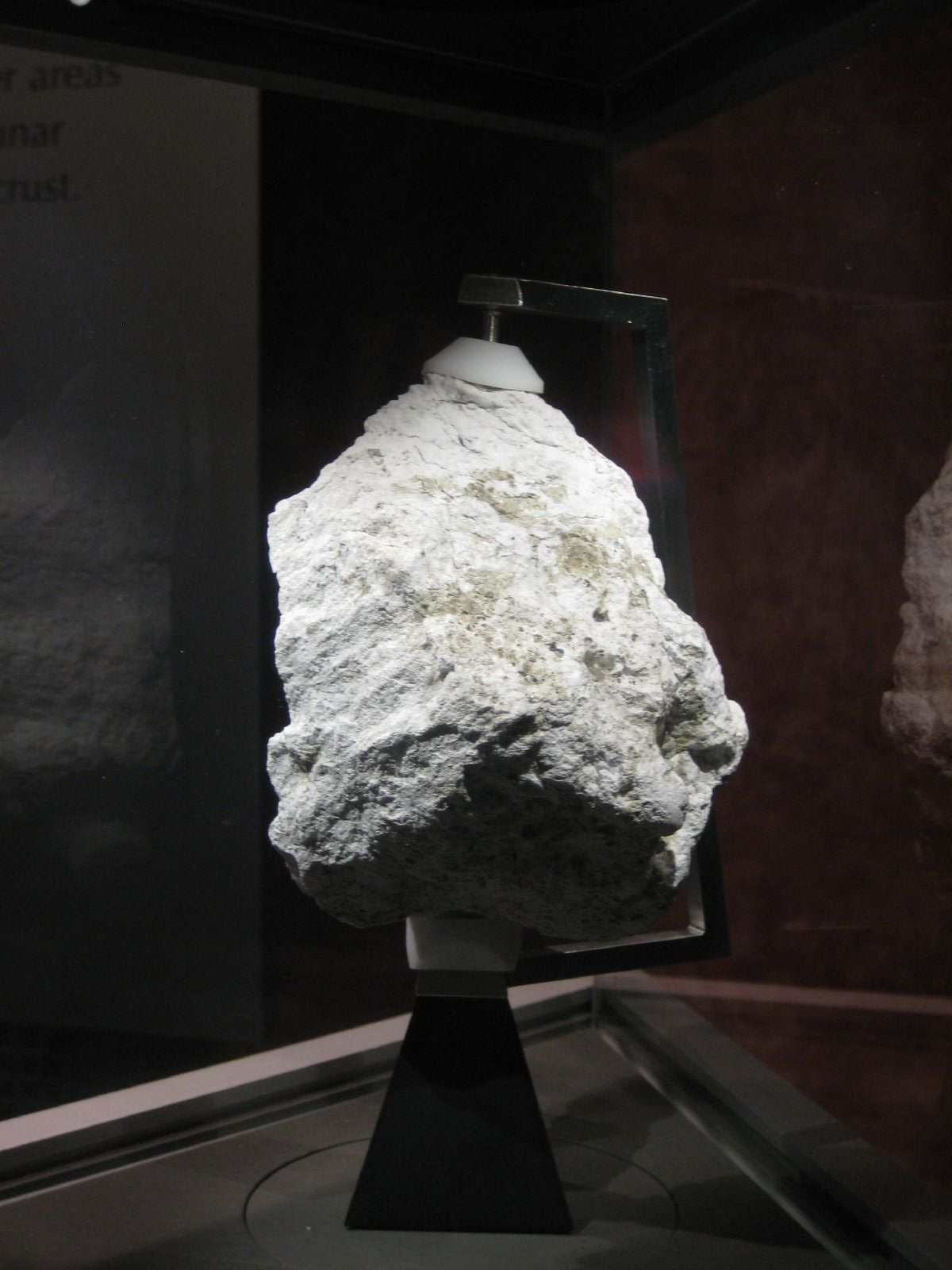
月の石：カルシウムに富んだ斜長岩。アポロ16号がデカルト（クレーター）付近の月面高原にて採集。この岩石サンプルは現在ワシントンD.C.のスミソニアン自然史博物館に展示されている。

月の石（つきのいし、英: lunar rock）は月で生成された石。「月の石」という呼称は厳密なものではなく、月面探索中に収集された他の物質についても用いられる。

## 採集経緯
現在地球上には以下4種類のソースから採集された月の石が存在する。
1. アメリカ合衆国の月探索計画であるアポロ計画により持ち帰られたもの
2. ソビエト連邦のルナ計画により持ち帰られたサンプル
3. 月面のクレーター形成過程に生まれ、隕石として地球上に落下したもの
4. 中華人民共和国の嫦娥5号および嫦娥6号により持ち帰られたサンプル

| 月面探索 計画 | 採集 サンプル |
| ------------- | ------------- |
| アポロ11号    | 22 kg         |
| アポロ12号    | 34 kg         |
| アポロ14号    | 43 kg         |
| アポロ15号    | 77 kg         |
| アポロ16号    | 95 kg         |
| アポロ17号    | 111 kg        |
| ルナ16号      | 101 g         |
| ルナ20号      | 55 g          |
| ルナ24号      | 170 g         |
| 嫦娥5号       | 1731 g        |
| 嫦娥6号       | 1935.3 g      |

2415サンプル（総重量382キログラム）が主にアポロ15号・16号・17号によって、6度のアポロ計画による月面探索中に採集された。3機のルナ計画宇宙探査機はさらに326グラムのサンプルを持ち帰った。2006年後期において月から飛来した隕石は90以上（総重量30キログラム以上）確認されている。2020年の嫦娥5号は旧ソ連の合計を上回る1731グラムを持ち帰っている。2024年の嫦娥6号は史上初めて月の裏側からの採取・帰還に成功した。
アポロ計画において、月の石はハンマー、レーキ、スコップ、トング、コアチューブといった様々な道具を使って採集された。石のほとんどは採集前に発見された時点の状態を写真に記録された。石は採集時にサンプル袋にいったん入れられ、それから汚染を防ぐための特別環境試料容器に格納され、地球へ持ち帰られた。

## 成分

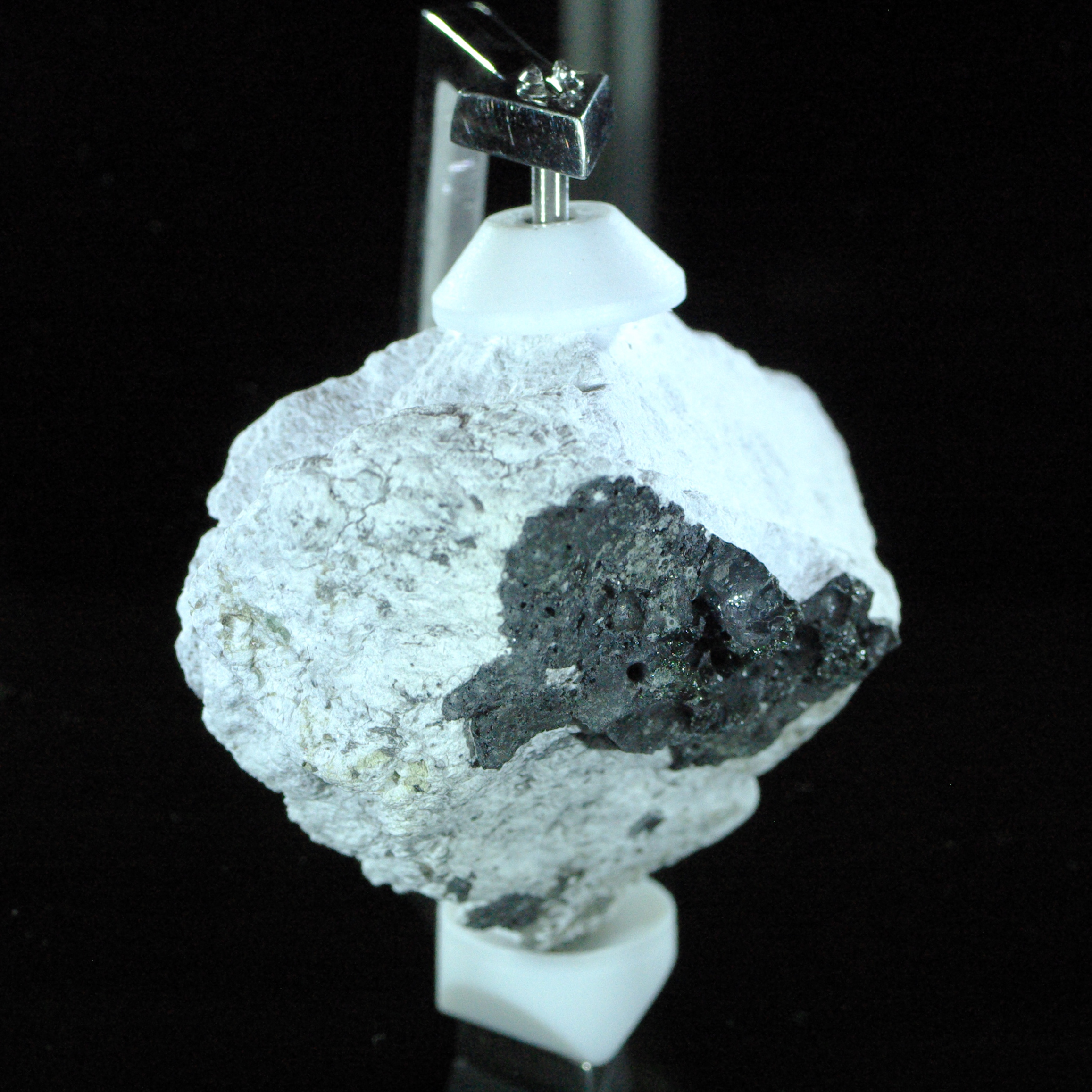
月の高地の石（斜長岩）。
アポロ16号で採取。

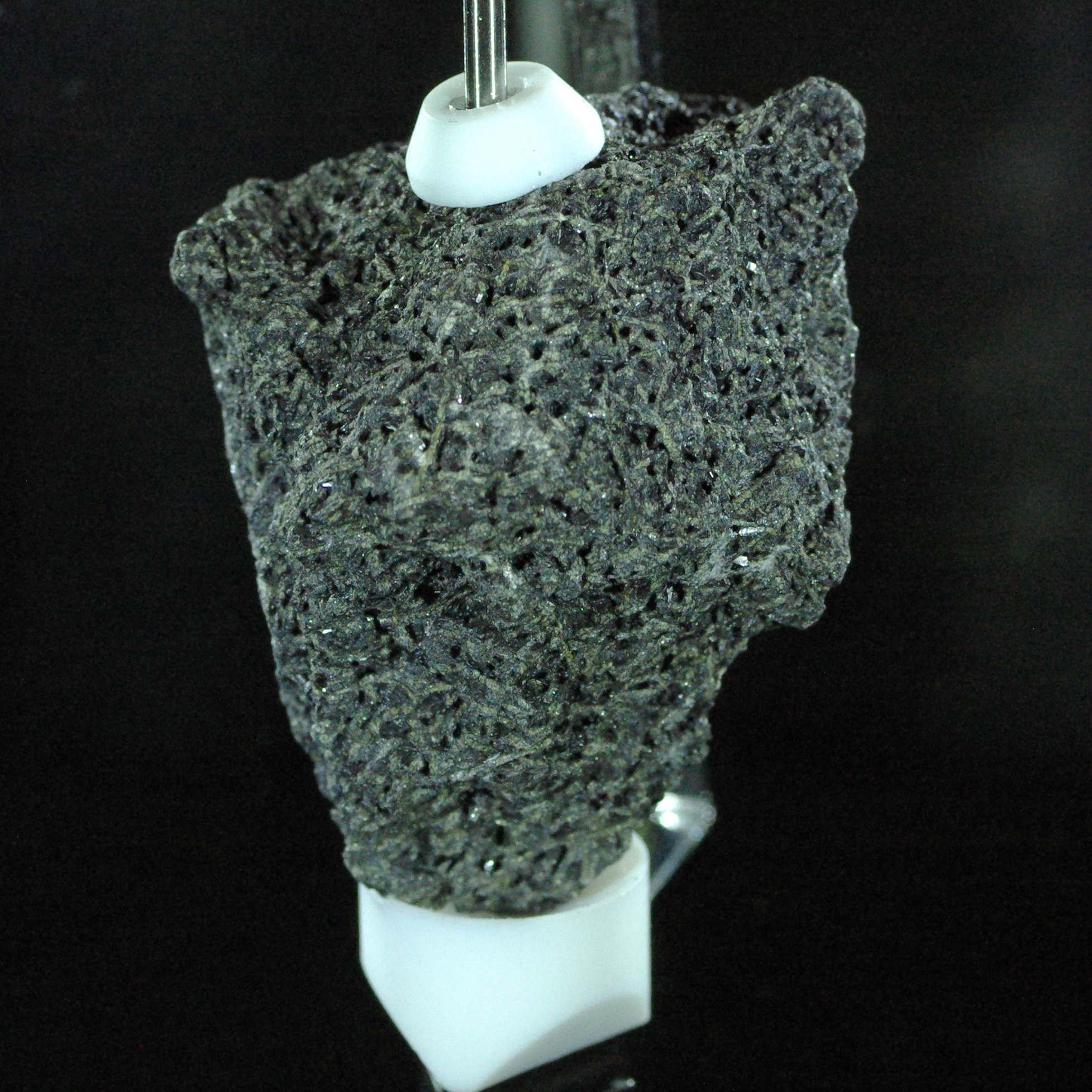
月の海の石（ピジョン輝石玄武岩）。
アポロ15号で採取。

放射年代測定によると、一般に月の石は地球上の石に比べはるかに古く、最も新しいものでも地球上に見られる最古の石より古い。その年代は月の海から採集された玄武岩サンプルの32億年から高地で採集されたものの44.4億年と幅広く、太陽系の歴史の初期に遡るサンプル資料となる。月の石は超塩基性岩や塩基性岩であり、地球表面上で一般的に見られる地殻の岩石と比べると、月の石は地球の岩石と比較して、マグネシウムに対する鉄の含有量が少なく、カリウム、ナトリウムといった揮発性元素が地球の地殻岩石と比べて乏しく、また、水分をほとんど含まない。他方、酸素同位体の分別線は地球のそれとよく重なる。かつては水分子を全く含まないと思われていたが、2008年になって微量な分子も検知できる二次イオン質量分析法を使用することでごくごく微量の水が含まれていることが判明し、月の地中深くには地球のマグマと同様の水分が含まれている可能性が出てきた。2011年の北海道大学のグループのSIMSを用いた研究成果では、月の水は地球のそれとは水素同位対比が異なり、彗星の水素同位対比に似ている。
月面は砂（レゴリス）によって覆われている。レゴリスは隕石などによって細かく破砕された岩石片が堆積したものであり、月面のほぼ全体を数十センチメートルから数十メートルの厚さで覆っている。新しいクレーターなどの若い地形ほどレゴリス層は浅い。レゴリス粒子は非常に細かく、宇宙服や精密機械などに入り込みやすく問題を起こす。しかしその一方でレゴリスの約半分は酸素で構成されており、酸素の供給源や建築材料としても期待されている。また太陽風によって運ばれた水素やヘリウム3が吸着されており、その密度は低いもののそれらの供給源としても考えられている。ヘリウム3は核融合の原料となる。
月面で発見された新鉱物には、アポロ11号に搭乗していた3名の宇宙飛行士の、アームストロング、オルドリン、そしてコリンズにちなんで名づけられたアーマルコライト、パイロクス鉄石、トランキリティアイト、嫦娥石がある。ただし、嫦娥石以外は後に地球上でも発見されたため、月に固有の鉱物というわけではなくなっている。また、パイロクロアスーパーグループの「酸化灰ベタフォ石」（Oxycalciobetafite）と「酸化ウラノベタフォ石（Oxyuranobetafite）」、元素鉱物の「自然ホウ素」 (Boron)、「自然ニオブ」(Niobium) 、「自然モリブデン」 (Molybdenum) が報告されているが、いずれも結晶構造が不明なため2024年現在は認定されていない。

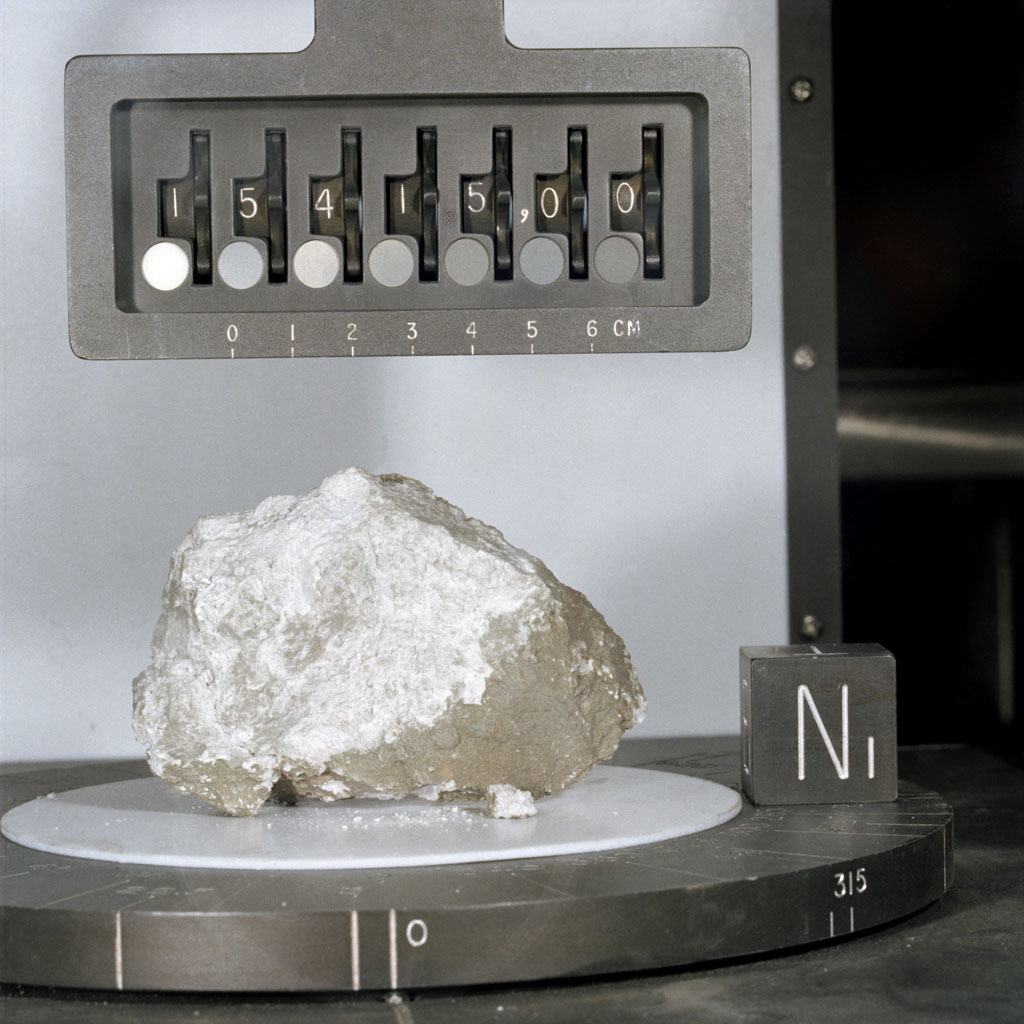
アポロ15号によって持ち帰られたジェネシス・ロック。

## 保管地
アポロ計画によって持ち帰られた月の石の主な貯蔵庫はテキサス州ヒューストンのリンドン・B・ジョンソン宇宙センター内、月試料実験室施設にある。安全のために、ニューメキシコ州ラスクルーセス近郊のホワイトサンズ試験施設にも少量の資料が保管してある。ほとんどの石は湿度を遮断するために窒素の中に保存してあり、取り扱いは特殊なツールを介して行われる。
月面探索の際に採集された月の石は、当初、安全性が確認されていなかったため危険物扱いもされていた。1969年12月1日、アポロ12号が持ち帰った石を研究していた11人の科学者らが、取り扱い中に石の粉で汚染されたとして隔離される出来事もあった。
また、石は非常に貴重なものとされており、1993年にルナ16号から採取されたおよそ0.2グラムの小断片が44万2500米ドルで売却され、2002年には月試料実験室施設から極めて微小な月と火星の岩石資料が入った保管庫が盗まれた。これらの資料は後に回収されたが、2003年にアメリカ航空宇宙局 (NASA) が訴訟のためにこれらの価値を算出したところ、285グラムに対しておよそ100万ドルの査定額がつけられた。月から飛来した隕石については高額ではあるが、個人収集家の間で広く取引されている。

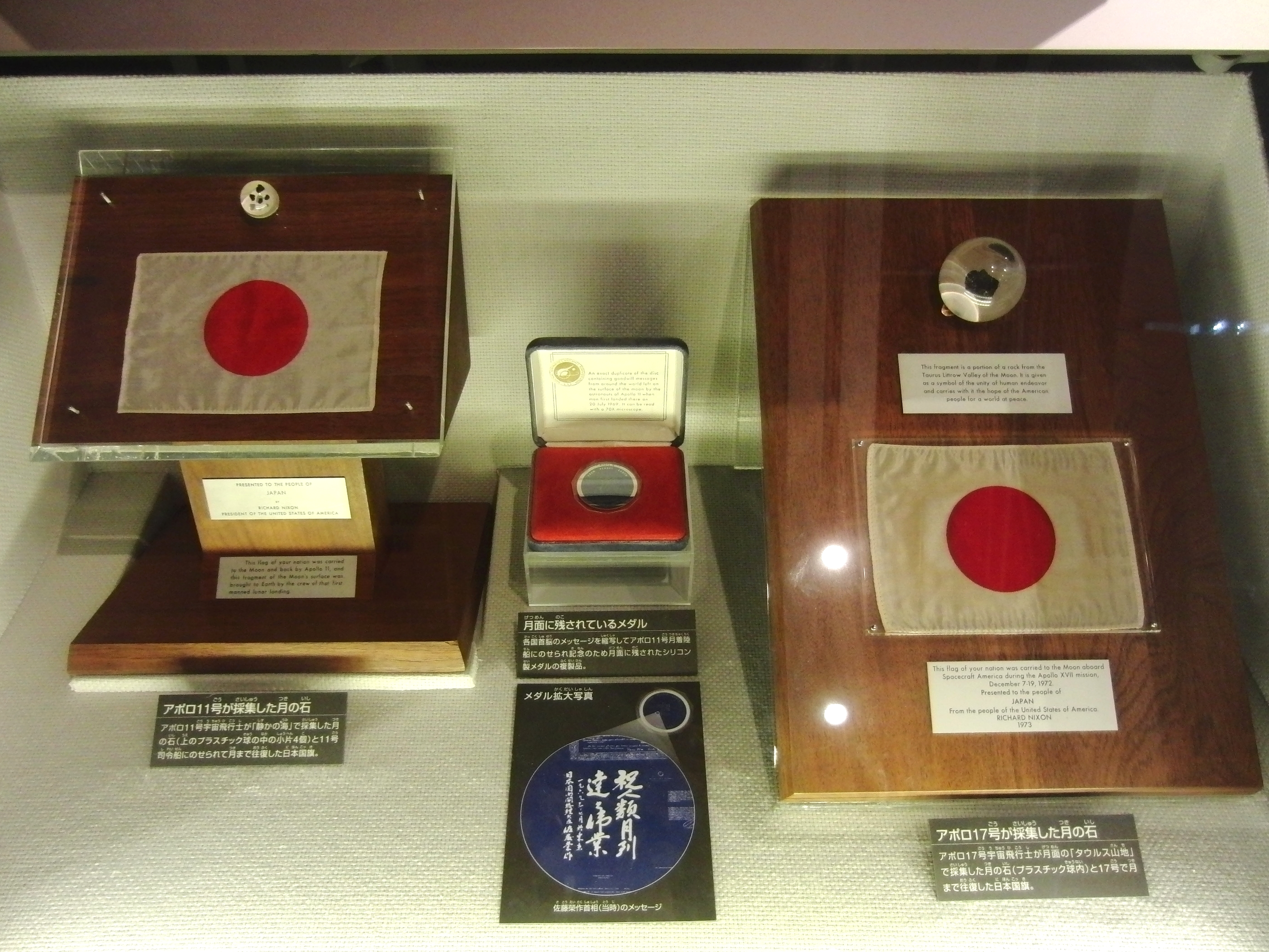
国立科学博物館で展示されている月の石

日本では、1970年の大阪万博においてアメリカ館で実物が展示され人気を博した。あまりにも反響が大きすぎたため、入館待ち行列・時間が長くなり体調を崩す来場客が相次ぎ、事態を重く見た日本政府が、万博開催前に政府間レベルの友好の証しとしてアメリカ政府から寄贈されていた月の石（ただし、体積はアメリカ館で展示されていた物よりはるかに小さい）の日本館展示を会期途中から始め、アメリカ館関係者から不満・苦情を寄せられたという話もある。
その後、2005年の愛知万博でもグローバルハウスのオレンジホール内のグローバルショーケースに大阪万博のものとは別の物が展示され、大阪万博で断念した来場客を喜ばせることとなった。常設の展示品としては、国立科学博物館で見ることができる。
また、2022年4月28日から、北九州市科学館（スペースLABO)で常設展示されている。これは、1969年にアポロ12号が持ち帰った実物で、重さは176.4グラムと国内で常設展示されている中で最大、1990年から2017年まで博物館の隣接地にあったテーマパークスペースワールドに展示され、その後2018年12月22日から北九州市立いのちのたび博物館で常設展示されていたものである。
さらに、一般財団法人日本宇宙フォーラムが、アメリカとロシアから月の石と月の砂を借りており、各地の科学館などで開催される企画展などを展開している。

### ドレース氏の月の石
2009年8月、オランダのアムステルダム国立美術館は、所蔵している「月の石」が、実際には樹木の化石だったことを明らかにした。この樹木の化石は、1969年にウィリアム・ミッデンドーフ (en:J. William Middendorf) 駐オランダ米大使から、「同年7月10日に人類初の月面着陸を果たした米国人宇宙飛行士ら3人からの贈り物」として、元首相のウィレム・ドレース (nl:Willem Drees) 個人に贈られたとされ、ドレースの死後の1988年に遺品として美術館に寄贈された。今後は「ドレース氏の月の石」として所蔵を続けるという。
誤りが発覚したのは2006年に展示品を見た宇宙関係の専門家からの指摘をきっかけに地元大学で鑑定を行ったためだが、長年間違いが気づかれなかったのは、博物館ではなく科学は専門外である美術館が管理していたことが理由として考えられる。

## 月の石捏造説
アポロ計画陰謀論を取り扱ったテレビ番組において、早稲田大学の客員名誉教授であり、タレントの大槻義彦が「アポロの回収した月の石は偽物で、アメリカの砂漠で拾ってきたものではないか」との談話を繰り返し発言している。これらはニュース番組ではなく、あくまでバラエティー番組ではあるが、彼の発言には多数の事実誤認が見られる。
- 月の石を分析しても地球の石とは区別ができない。
→年代的にも成分も地球の石とは全く異なる特徴を示し、とりわけその放射壊変年代は特徴的に異なる。例えば、高原地域（地球から見て明るく見える部分）に露出するアノーソサイトやトロクトライトに含まれる斜長石はカルシウムがナトリウムに対して極端に多く、これらの岩石がマントル岩が全溶融した高温のマグマの起源である事を示している。地球の岩石にはこのような斜長石は存在しない。また大槻義彦がいう「分析」とはどのような分析なのか、薄片による記載岩石学なのか、XRCによる結晶鉱物学なのか、XRFによる全岩分析なのか、EPMAによる局所鉱物化学分析なのか、表面電離型質量分析計（TIMS）による全岩同位体分析なのか、レーザアブレーションICP質量分析（LA-ICP-MS）による局所鉱物化学同位体分析なのか、他の分析手法なのかを区別せず、彼は押しなべて「分析」という一言で論じている。大槻は自らのブログで「年代測定は誤差が大きく決定的な結論は出せないでしょう。鉄、カリウムの含有量が少ないということですが、これもばらつきがあり決定的な証拠にはならないですね。」と答えているが、地球と月の岩石の差異はあまりにも決定的である。とりわけ年代差は誤認の余地がまったくなく、誤差のせいにすることは不可能である。岩石の年代測定を少しでも知る人ならば、鉄が年代測定に無関係な元素であることはわかるはずであり、また鉄の含有量が少ないというのも事実誤認である（マグネシウムと比較した鉄の含有量が小さい）。ブログにある「この程度の研究ではあてにはなりません。」というコメントは、地質学、岩石学の研究者に対する侮辱、冒涜ともとられかねない。他方、アメリカには複数の砂漠があり、そこには火成岩、堆積岩、変成岩など成因、成分、年代などの異なる多種多様な岩石が露出している。それらのうち何をもって「アメリカの砂漠の石」と言ったのかという説明はなく、彼は押しなべて「アメリカの砂漠の石」と表現している。これらのことは、大槻に岩石学の基本的知識が本当に欠如しているか、故意にそれを装っていることを示している。
- 真空中にさらされていたのだから、宇宙線等の影響が見られるはずなのにそれがない。
→真空中に存在した証拠として、微小隕石の衝突による顕微鏡レベルのマイクロクレーターが残っているのが観察できる。地球では大気との衝突によって微小な隕石は燃え尽きてしまうし、マイクロクレーターのような細かいディテールは風雨による風化で消えてしまう。しかし月の石にはそれが保存されており、マイクロクレーターの写真を含む科学論文も多数出版されている。
- 研究結果が何も発表されていない。特に東大では数年にわたって研究されたのに、ヘリウム3の分析、トラックの解析、トラック近傍の同位元素、放射性同位元素などの研究結果がほとんど発表されなかった上に、放射線効果に関する研究はされていない[18]。物理学者は既に月の石に関する興味を失っている。
→月の石の分析結果は一般向けの書籍も含めて発表されている。そのなかにはウラン・鉛系の放射性同位体に関するものも多い。また、アポロの持ち帰った月の石は分析機器の進歩を見込んで、少しずつ小出しにして分析が継続されており、国立極地研究所や宇宙航空研究開発機構 (JAXA) 、海外には現在も月の石を研究している学者が存在する[4][19]。また、物理学者は大槻義彦一人だけではなく他にも多数存在し、月の石の研究が現在も進行中である。月の石の研究の主体は岩石学、地球化学、同位体地質学であり、大槻が専門とするプラズマ物理学ではない。
NASAは専門分野によって科学者への月の石振り分けを行ったため、当時日本で月の石を受け取った3人の研究者永田武・金森博雄・久城育夫はいずれも放射性効果やヘリウム3の研究が専門ではないためその種の研究を行っていない。アポロ計画直後の放射性効果の研究はコーネル大学のトーマス・ゴールド教授が行っている[20]。アポロ計画以後、月起源の隕石が南極の氷河上で複数発見され、月の石に関する科学的興味は「失っている」どころか盛んになり、多数の研究論文が出版された。
- NASAから日本に送られた月の石は1個しかないが、東京大学にあるはずのその石は、電話で問い合わせたが行方は判らないと言われた。
→NASAより日本に送られてきた月の石は複数あり、1個ではない。東大以外でもJAXAや国立極地研究所で月の石の研究が行われているし、中には北九州市のスペースワールドのように民間の博物館施設に貸し出された月の石も存在する。
ただし、日本に初めて送られてきたアポロ11号の月の石は「貸与」であったため、1970年には全てアメリカへ返還されている。その際には「100分の1グラム単位の収支報告書」を作成するほどの厳重な管理が行われており、行方不明になる要素はなかった。当時月の石を研究していた関係者は既に東大に在籍していないため、大槻が電話で東大に問い合わせても所在がわからないのも仕方ない話である。

また、ブログではアポロ計画で設置されたレーザー反射鏡での実験が現在できないと発言しているが、現在もカリフォルニア大学サンディエゴ校でApache Point Observatory Lunar Laser-ranging Operationと称したレーザー測距実験は行われている。
大槻は反オカルト主義の物理学者としてテレビ番組に多く出演しているが、専門分野はプラズマ物理学、放射線物性、核物性、大気電気学である。同位体地質学、地球化学、宇宙化学、岩石学、鉱物学は専門外である。もし月の石が偽物であれば、科学に対する歴史的背信行為となるはずであり、ジョークではすまされない重要事項である。大槻が本気でそれを主張するのであれば、科学者の常識として該当分野の学会で堂々と意見をのべ科学論文専門誌に投稿し討論すべきであるが、彼はそれを行っていない。すなわち、彼が捏造と主張する問題にまじめに取り組んではいない。彼が専門外の分野で、マスコミを通じて繰り返しこのような論を展開するに至った理由は不明である。

### 参考資料
- ASIOS公式ブログ アポロは月に行ってない？（2008年7月8日）
- ASIOS 『検証 陰謀論はどこまで真実か』 文芸社 2011年 257-263頁